# Eleccions regionals de Sardenya de 1969
Les eleccions regionals per a renovar el Consell Regional de Sardenya se celebraren el 15 de juny de 1969. La participació fou del 86,4%.
| ← Eleccions regionals de Sardenya, 1969 →                         |         |        |        |
| Partits                                                           | vots    | %      | escons |
| Democràcia Cristiana Italiana (DC)                                | 329.835 | 44,6%  | 36     |
| Partit Comunista Italià (PCI)                                     | 146.155 | 19,8%  | 15     |
| PSI - PSDI Unificat                                               | 87.650  | 11,9%  | 9      |
| Partit Liberal Italià (PLI)                                       | 33.484  | 4,5%   | 3      |
| Partit Socialista Italià d'Unitat Proletària (PSIUP)              | 32.810  | 4,4%   | 3      |
| Partit Sard d'Acció (PSd'Az)                                      | 33.220  | 4,4%   | 3      |
| Moviment Social Italià (MSI)                                      | 26.671  | 3,6%   | 2      |
| Partit Democràtic Italià d'Unitat Monàrquica (PDIUM)              | 22.620  | 3,1%   | 2      |
| Partit Republicà Italià-Moviment Sardinista Autonomista (PRI-MSA) | 22.187  | 3,0%   | 1      |
| altres                                                            | 5845    | 0,7%   | -      |
| Total                                                             | 740.477 | 100,00 | 74     |

Font Web del consell regional de Sardenya